# Убийца из долины реки Коннектикут
Убийца из долины реки Коннектикут (англ. Connecticut River Valley Killer) — прозвище неустановленного серийного убийцы, действовавшего в 1970-х  и в 1980-х годах в Клэрмонте и его пригородах, штат Нью-Гэмпшир, а также в коннектикутской речной долине.

## Расследование
В середине 1980-х в Клэрмонте, Нью-Гэмпшир, исчезли три молодых женщины. В 1985 и 1986 годах останки двоих пропавших были найдены на расстоянии приблизительно трехсот метров друг от друга в перелеске в Келливилле, Нью-Гэмпшир.
Причиной смерти обеих женщин стали многочисленные ранения. Десять дней спустя были обнаружены останки третьей пропавшей ранее женщины. На её теле нашли следы таких же ранений, как и на телах двух других жертв. С этого момента детективы стали расследовать предшествующие убийства в этом районе и нашли два подобных случая — в 1978 и 1981 годах. Это укрепило версию о том, что на территории действует серийный убийца.

## Хронология событий
Убийце приписывается семь жертв. Ни одно из этих убийств не было раскрыто.
- 24 октября 1978 года 26-летняя Кэти Милликэн фотографировала птиц в заповеднике в Нью-Лондоне, штат Нью-Гэмпшир. На следующий день её тело с 29 ножевыми ранениями было найдено в нескольких метрах от того места, где её видели в последний раз[1].
- 25 июля 1981 года 37-летняя[2] Мэри Элизабет Кричли исчезла, путешествуя автостопом. В последний раз её видели на границе штатов Вермонт и Массачусетс. Пятнадцать дней спустя её тело было найдено возле шоссе на Клэрмонт. Причина её смерти не была установлена[3][4].
- 16-летнюю Бернис Куртеманш в последний раз видели в Клэрмонте 30 мая 1984 года. Она намеревалась поехать автостопом в гости к другу, но в назначенное время у него так и не появилась. Бернис объявили пропавшей без вести[5].
- Два месяца спустя, 20 июля 1984 года 27-летняя медсестра Эллен Фрид остановилась ночью, чтобы воспользоваться телефоном-автоматом. Она разговаривала с сестрой, когда заметила странный автомобиль, который ездил поблизости. Фрид отошла от телефона и завела свою машину, а затем вернулась и завершила разговор с сестрой. На следующий день Фрид не вышла на работу. Её автомобиль был найден возле дороги. 19 сентября 1985 года останки Эллен Фрид были найдены в перелеске около берега Шугар-ривер в Келливилле. На теле нашли следы многократных ножевых ударов[6][7].
- 10 июля 1985 года 28-летняя мать-одиночка Ева Морс в последний раз была замечена возле Клэрмонта. Она путешествовала автостопом. Женщину объявили пропавшей без вести[8].
- 15 апреля 1986 года вернувшийся с работы муж нашел тело своей супруги 36-летней Линды Мур с многочисленными ножевыми ранениями. В течение дня женщина работала на лугу за домом, недалеко от трассы. Полиция, осмотрев место преступления, предположила, что между убийцей и жертвой происходила жестокая борьба. Многочисленные свидетели сообщили, что в день убийства видели возле дома Мур коренастого темноволосого человека с круглым лицом. Свидетели предположили, что ему 20-25 лет. Он был чисто выбрит и носил темные очки. За спиной у предполагаемого убийцы был синий рюкзак. Полиция составила его фоторобот.
- Спустя четыре дня после убийства Линды Мур рыбак случайно обнаружил останки Бернис Куртеманш приблизительно в километре от того места, где была найдена Эллен Фрид. Осмотр судебно-медицинскими экспертами показал, что девушке были нанесены ножевые ранения по шее и голове[9].
- Шесть дней спустя останки Евы Морс были найдены лесорубами приблизительно в 150 метрах от того места, где в 1981 году нашли тело Мэри Элизабет Кричли. На шее были обнаружены ножевые ранения.
- 10 января 1987 года 38-летняя медсестра Барбара Агнью возвращалась с пикника. Тем вечером водитель снегоочистителя увидел её зеленый BMW, стоящий у шоссе. Дверь была открыта и на руле была кровь. 28 марта 1987 года тело Агнью было найдено около яблони в Хартланде. Она была заколота[3][10].

## Нападение на Джейн Бороски
Убийства, вероятно, прекратились, после неудачного нападения на последнюю жертву. Поздно вечером 6 августа 1988 года 22-летняя Джейн Бороски, находящаяся на 7 месяце беременности, возвращалась с ярмарки в городе Кин, штат Нью-Гэмпшир. Она остановилась возле закрытого мини-маркета, чтобы купить колу из торгового автомата. Бороски вернулась в автомобиль и начала пить напиток, когда заметила, что рядом с её машиной остановился джип. Через зеркало заднего вида Бороски увидела, как водитель обошел машину сзади и приблизился к её открытому окну. Мужчина спросил, работает ли телефон-автомат, а затем неожиданно схватил Джейн и стал вытаскивать из машины. Бороски отчаянно сопротивлялась, а мужчина обвинял её в избиении его подруги и говорил, что у неё на машине были номерные знаки штата Массачусетс. Она ответила, что у неё номера штата Нью-Гэмпшир, но это не остановило нападавшего. Он нанес ей 27 ударов ножом, прежде чем уехать и оставить её умирать. Бороски удалось добраться до своего автомобиля и поехать к дому друга за помощью. Приблизившись к дому, она заметила, что перед ней едет уже знакомый джип. Бороски все же удалось позвать знакомых, ей немедленно оказали помощь. Бороски получила тяжелые ранения. К счастью, её ребенок выжил, хотя и не без осложнений: дочери Бороски был поставлен диагноз — умеренный детский церебральный паралич. Бороски смогла предоставить полиции описание преступника и назвать первые три цифры его номерного знака. Но несмотря на показания Бороски и все усилия полиции, никто из подозреваемых так и не был арестован. Дело осталось нераскрытым.

## Подозреваемые

### Делберт Толмен
20 мая 1984 года 16-летняя Хайди Мартин совершала утреннюю пробежку в Хартланде, штат Вермонт. На следующий день её тело было найдено в болотистой местности недалеко от начальной школы Хартланда. Она была изнасилована и зарезана. 21-летний Делберт Толмен сознался в преступлении и был осужден. Однако позже он отказался от своего признания и был оправдан. Почти три года спустя тело Барбары Агнью было найдено приблизительно в 1,6 километрах от того места, где была найдена Мартин. Толмен проживал в местности, где произошло большинство убийств. Он был признан виновным в 1996 году в двух случаях непристойного и похотливого поведения с ребенком, и в настоящее время он отбывает свой срок.

### Майкл Николау
В 2001 году к частным детективам обратилась женщина, чья дочь Мишель Мэри Эшли пропала вместе со своими двумя детьми в 1998 году. Женщина предположила, что они находятся у сожителя Мишель — Майкла Николау.
Николау был ветераном войны во Вьетнаме. Он даже заслужил несколько наград, прежде чем в 1970 году его вместе с некоторыми другими сослуживцами обвинили в стрельбе по мирным жителям во время разведывательной операции в дельте Меконга. Обвинения, в конечном итоге, были сняты, и Николау вернулся домой опозоренный. Он стал управляющим в секс-шопе в Виргинии. Его дважды обвиняли в продаже непристойных товаров. Тогда Николау сказал: «Очевидно, у полиции нет серьёзных грабежей, убийств и насилий, и они тратят время на меня».
Именно в Виргинии Николау встретил Мишель Эшли. Вскоре они переехали в Холиок, Массачусетс. У них было двое детей.
Семья Мишель, которая жила в Новой Англии, расценила Майкла как странного и тихого. Из-за семейных проблем Мишель пыталась оставить его, забрав детей. Майкл начал преследовать их. Мишель вынуждена была вернуться. Своим родственникам она сказала, что боится за свою жизнь. В декабре 1998 года мать Мишель приехала к ней в гости, но дома никого не было. В холодильнике были испортившиеся продукты. Частные детективы нашли Николау по интернету. Он жил в Джорджии. Мать Мишель позвонила ему. Он отрицал, что знает местонахождение жены, но в конце концов сказал, что она была наркоманкой и сбежала, бросив детей. Николау заявил, что с детьми всё в порядке. Это проверили и подтвердили детективы. Николау к тому времени повторно женился.
В 2005 году вторая жена Николау Эйлин убежала от него после того, как он нанёс ей побои. 31 декабря этого же года Николау разыскал Эйлин в доме её сестры в Тампе, Флорида. Он запер жену и падчерицу в спальне. Сестра Эйлин вызвала полицию. Но Николау застрелил жену и падчерицу, а потом совершил самоубийство. Детективы изучали прошлое Николау и нашли несколько интересных фактов. В частности, его первая жена Мишель была медсестрой. Трое женщин, убитых в долине реки, тоже были медсестрами. Мишель с детьми посещала в 1986 году ту же больницу, где работала Барбара Агнью. Николау принадлежал джип, похожий на тот, который описала Джейн Бороски. Уже после самоубийства Николау Бороски показали его фотографии, она отметила некоторое сходство между ним и тем человеком, который на неё напал.

### Предсмертная исповедь Гари Вестовера
В октябре 1997 года 46-летний Гари Вестовер из Графтона, Нью-Гэмпшир, страдающий параличом нижних конечностей, рассказал своему дяде, бывшему заместителю шерифа, что в 1987 году приятели пригласили его якобы на ночную вечеринку. Они вкатили его на инвалидном кресле в фургон и поехали к Вермонту, где похитили и убили Барбару Агнью, которую долго считали жертвой убийцы из долины реки Коннектикут. Гари Вестовер назвал имена своих друзей. Однако полиция не заинтересовалась этой информацией. Вестовер скончался в марте 1998 года.
Вероятно, но не доказано точно, что Вестовер был знаком с Николау.

## Другие возможные жертвы
Этих людей считают возможными жертвами убийцы на основании того, что преступления в отношении них были совершены на той же территории, где действовал маньяк.
- 14-летнюю Джоанн Данэм изнасиловали и задушили 11 июня 1968 года в Чарлстауне, Нью-Гэмпшир[13].
- 30 мая 1982 года 76-летняя Сильвия Грей была найдена избитой и зарезанной в лесу в нескольких сотнях метров от её дома в Плейнфилде, Нью-Гэмпшир, спустя день после того, как она пропала[14].
- 36-летняя Сара Хантер, профессиональная гольфистка из Манчестера, Вермонт, пропала без вести. 19 сентября 1986 года её автомобиль был обнаружен на бензоколонке. Два месяца спустя нашли её останки. Она была задушена[15].
- 38-летнего Стивена Хилла из Лебанона, Нью-Гэмпшир, в последний раз видели 20 июня 1986 года. 15 июля его тело было найдено с многочисленными ранениями, недалеко от места, где в 1982 году нашли тело Сильвии Грей[16].
- 25 июля 1989 года 14-летняя Кэрри Мосс из Нью-Бостона, Нью-Гэмпшир, уехала из дома своих родителей, чтобы посетить друзей в Гофстауне, и исчезла. Спустя ровно два года 24 июля 1991 года её останки были найдены в лесу[17][18].